# رضا کریمی (بازیگر)
رضا کریمی (زادهٔ ۱ بهمن ۱۳۵۶ در اراک) بازیگر سینما، تلویزیون و تئاتر است. بازی در سریال‌های مسافران و ساختمان پزشکان از کارهای بیاد ماندنی او به‌شمار می‌رود.

## زندگی هنری
رضا کریمی در ۱ بهمن ۱۳۵۶ در اراک زاده شد. دوران دبیرستان را در دبیرستان شهید بهشتی اراک و در رشته تجربی در اواخر دهه ۶۰ سپری نمود. کریمی دانش‌آموز با استعدادی در زمینه هنری بود و در دبیرستان به مناسبت‌های مختلف، کارهای هنری از جمله نمایش‌های طنز برای دانش‌آموزان اجرا می‌نمود. او فارغ‌التحصیل رشتهٔ بازیگری تئاتر است. وی از سال ۱۳۷۸ به شکل حرفه‌ای، کار خود را در زمینهٔ بازیگری تئاتر آغاز کرد. قریحه شوخ‌طبعی وی در نوجوانی نوید دهنده آینده هنری روشنی در گونه کمدی برای او بود. او توانایی این را دارد که در ردیف بازیگران سرشناس دیگری از جمله جواد عزتی در زمینه کمدی قرار گیرد.

## آثار هنری

### فیلم سینمایی
| شماره | نام فیلم   | سال  | کارگردان        |
| ----- | ---------- | ---- | --------------- |
| ۱     | انتقال     |      |                 |
| ۲     | باج        |      |                 |
| ۳     | طبقه حساس  | ۱۳۹۲ | کمال تبریزی     |
| ۴     | خوب بد جلف | ۱۳۹۴ | پیمان قاسم خانی |
| ۵     | بخارست     | ۱۴۰۱ | مسعود اطیابی    |

### مجموعه تلویزیونی
| شماره | نام مجموعه تلویزیونی | سال       |
| ----- | -------------------- | --------- |
| ۱     | زنگ آخر              | ۱۳۸۱      |
| ۲     | جایزه بزرگ           | ۱۳۸۳      |
| ۳     | شب‌های برره           | ۱۳۸۴      |
| ۴     | ترش و شیرین          | ۱۳۸۵      |
| ۵     | چارخونه              | ۱۳۸۶      |
| ۶     | مسافران              | ۱۳۸۸      |
| ۷     | نابرده رنج           | ۱۳۹۰–۱۳۸۸ |
| ۸     | ساختمان پزشکان       | ۱۳۸۹–۱۳۹۰ |
| ۹     | دزد و پلیس           | ۱۳۹۱      |
| ۱۰    | تاکسی پلیس           | ۱۳۹۱      |
| ۱۱    | پژمان                | ۱۳۹۱–۱۳۹۲ |
| ۱۲    | شمعدونی              | ۱۳۹۳–۱۳۹۴ |
| ۱۳    | گشت ویژه             | ۱۳۹۵      |
| ۱۴    | کارشناسیه‌ها ۲        | ۱۳۹۶      |
| ۱۵    | گسل                  | ۱۳۹۶      |
| ۱۶    | گشت پلیس             | ۱۳۹۷      |
| ۱۷    | آچمز                 | ۱۳۹۷      |
| ۱۸    | خودخواسته            | ۱۴۰۰–۱۳۹۸ |
| ۱۹    | هفت سر اژدها         | ۱۴۰۲      |

### مجموعه نمایش خانگی
| شماره | نام مجموعه نمایش خانگی | کارگردان    | سال  |
| ----- | ---------------------- | ----------- | ---- |
| ۱     | هیولا                  | مهران مدیری | ۱۳۹۷ |